# نمتار
نمتار (أو نمتارو، أو نمتارا؛ بمعنى القدر أو المصير)، كان إله صغير في أساطير بلاد ما بين النهرين، إله الموت، ووزير ورسول أنو، ارشكيجال، نركال.
نمتار كان ابن إنليل وارشكيجال. ولد قبل أن يغتصب والده الآلهة نينليل. نمتار يعتبر المسؤول عن الأمراض والآفات. وقيل بإنه أمر بستين من الأمراض على شكل شياطين يمكنها اختراق أجزاء مختلفة من جسم الإنسان. وقدمت القرابين لمنع هذه الأمراض. ومن المعتقد أن الآشوريين والبابليين أخذوا هذا الأعتقاد من السومريين بعد قهرهم. بالنسبة للبعض كانوا روح القدر، وبالتالي ذات أهمية كبيرة. يبدو أنهم نفذوا التعليمات التي أعطيت له بشأن مصير الرجال، ويمكن أن يكون لهم أيضاً سلطة على بعض الآلهة. في كتابات أخرى كان يعتبر بمثابة تجسيد الموت، يشبه إلى حد كبير المفهوم الحديث قابض الأرواح.
في قصة نزول عشتار إلى العالم السفلي، كان بمثابة «رسول» ارشكيجال، نمتار لعن عشتار بـ 60 مرض، وتمت تسمية خمسة من الرأس والقدمين والجانب والعينين والقلب، بعد وصولها إلى العالم السفلي.
نمتار كان يعتبر الأبن الحبيب لبيل/إنليل، وكان متزوجاً من آلهة الرذيلة هوسبيساغ.

## للاستزادة
- مايكل جوردان، موسوعة الآلهة, كايل كاثي محدود، 2002
- نزول الإلهة عشتار إلى العالم السفلي